# Ангел Господень (молитва)

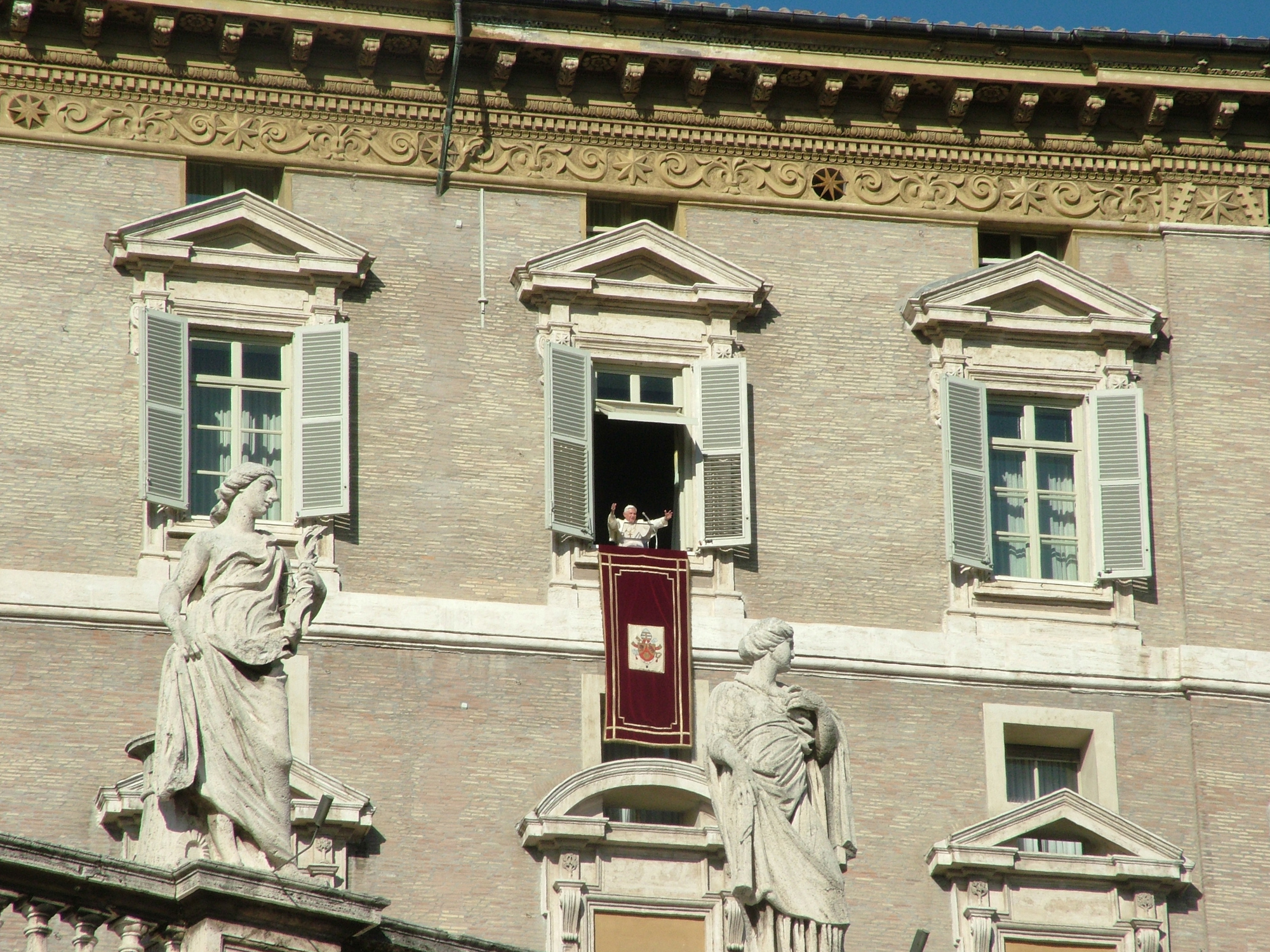
Папа Бенедикт XVI, читающий Ангел Господень в воскресенье в полдень

Ангел Господень (лат. Angelus Domini, Angelus) — католическая молитва, названная по её начальным словам. Состоит из трёх текстов, описывающих тайну Боговоплощения, перемежаемых молитвой «Радуйся, Мария», а также заключительных молитвенных обращений к Деве Марии и Богу-Отцу.
Молитва читается трижды в день (утром, в полдень и вечером). В католических монастырях и храмах чтение этой молитвы зачастую сопровождается колокольным звоном, который также называют «Ангелом Господним» или «Ангелусом» (Angelus). В некоторых странах со значительным католическим населением (Ирландия, Мексика, Филиппины) Ангел Господень передаётся трижды в день по радио и телевидению. В США, Канаде и многих других странах эта молитва трижды в день передаётся католическими радиостанциями.
По традиции папа римский читает молитву «Ангел Господень» вместе с молящимися на Площади Святого Петра в Ватикане каждое воскресенье в полдень, предваряя молитву проповедью.

## Текст молитвы на русском
Ангел Господень возвестил Марии
и она зачала от Духа Святого.
Радуйся, Мария…
«Вот, я раба Господня;
да будет Мне по слову Твоему.»
Радуйся, Мария…
И Слово стало плотью,
и обитало с нами.
Радуйся, Мария…
Моли о нас, Пресвятая Богородица!
Да удостоимся исполнения Христовых обещаний.
Помолимся!
Просим Тебя, Господи:
наполни наши души Твоей благодатью,
дабы мы, познав через Ангельское приветствие воплощение Христа, Сына Твоего,
Его страданием и крестом достигли славы воскресения.
Через Христа, Господа нашего. Аминь.

## Текст молитвы на латыни
Angelus Domini nuntiavit Mariæ,
Et concepit de Spiritu Sancto.
Ave Maria…
«Ecce ancilla Domini.
Fiat mihi secundum verbum tuum.»
Ave Maria…
Et Verbum caro factum est.
Et habitavit in nobis
Ave Maria…
Ora pro nobis, Sancta Dei Genetrix.
Ut digni efficiamur promissionibus Christi.
Oremus: Gratiam tuam quæsumus, Domine, mentibus nostris infunde;
ut qui, angelo nuntiante,Christi Filii tui incarnationem cognovimus,
per passionem eius et crucem, ad resurrectionis gloriam perducamur.
Per eumdem Christum Dominum nostrum. Amen.

## История
Молитва восходит к другой католической молитвенной практике — Три «Аве Мария». Слова «Вот, я раба Господня; да будет Мне по слову твоему» восходят к словам Марии, приведённым в Евангелии от Луки (1:38; в Синодальном переводе: «се, Раба Господня; да будет Мне по слову твоему»). Слова «И Слово стало плотью, и обитало с нами» взяты из Евангелия от Иоанна (1:14; в Синодальном переводе: «И Слово стало плотию, и обитало с нами»).
В первой половине XIII века молитву для пользования внутри ордена ввели францисканцы, повсеместно она распространилась в XIV веке.
Современная редакция молитвы «Ангел Господень» по некоторым источникам принадлежит папе Урбану II, по другим — папе Иоанну XXII. Обычай читать её трижды в день восходит к французскому королю Людовику XI.